# SkyGames
Les SkyGames sont une compétition multisports de montagne centrés autour des épreuves de skyrunning. Ils se sont tenus de 2000 à 2012.

## Histoire
En 1998, la Fédération des sports d'altitude (FSA) organise des championnats du monde de skyrunning à Cervinia dans le cadre du Cervinia SkyMarathon. Le succès est au rendez-vous avec la participation des meilleurs spécialistes de la discipline. Encouragée par cet essai concluant, la FSA décide de créer les SkyGames en 2000. Organisés autour du Cervinia SkyMarathon, l'évènement prend de l'ampleur avec l'ajout de nouvelles épreuves. Les disciplines du skyrunning sont au centre de la manifestation avec en plus des épreuves de kilomètre vertical et de SkyRace. D'autres sports sont également ajoutés avec le duathlon cross (VTT et course en montagne) sous le nom de SkyBike et le ski-alpinisme sous le nom de SkySki,.
Après une longue pause, les SkyGames sont à nouveau organisés en 2006 à Vallnord en Andorre.
Avec la suppléance de la FSA par la Fédération internationale de skyrunning (ISF) en 2008, des nouveaux championnats du monde de skyrunning sont créés en 2010. Ils sont programmés pour être organisés tous les quatre ans en alternance avec les SkyGames,.
La cinquième édition a lieu en 2012 dans la Ribagorce. Cette édition connaît un succès sans précédent avec plus de 1 300 athlètes participants dont une forte présence catalane. Ces derniers se voient offrir la possibilité de participer à l'événement sous les couleurs catalanes, en plus de l'équipe nationale espagnole. Ils ne sont toutefois pas éligibles aux championnats. Néanmoins, ces derniers s'illustrent dans plusieurs épreuves notamment dans la SkyRace organisée le même jour que le SkyMarathon et qui ne voit qu'une faible participation des engagés internationaux. Malgré leurs bons résultats, les athlètes catalans ne figurent pas dans les classements officiels dans un premier temps et les médailles sont décernées uniquement aux athlètes des équipes nationales. L'équipe catalane décide de porter plainte, estimant que les bons résultats de leurs athlètes méritent d'être reconnus. L'ISF révise les classements officiels par la suite pour y intégrer les athlètes catalans sans toutefois leur remettre les médailles,.
Les SkyGames ne sont plus organisés par la suite.

## Éditions
| Édition | Lieu         | Dates                     | Épreuves | Nations | Athlètes |
| ------- | ------------ | ------------------------- | -------- | ------- | -------- |
| 2000    | Cervinia     | 6 au 10 juillet 2000      | 5        | 22      | 90       |
| 2006    | Vallnord     | 1 au 3 septembre 2006     | 4        | 18      | ?        |
| 2008    | Val di Fassa | 18 au 20 juillet 2008     | 4        | 20      | 600      |
| 2012    | Ribagorce    | 29 juin au 8 juillet 2012 | 6        | 20      | 1300     |

## Sports
- Skyrunning :
  - SkyMarathon (course d'une distance proche de celle d'un marathon)
  - SkyRace (course d'une distance proche de celle d'un semi-marathon)
  - Kilomètre vertical

- SkyBike : duathlon VTT et course en montagne

- SkySki: ski-alpinisme ou snowboard/raquette à neige (uniquement en 2000)

- SkySpeed : course verticale sprint (environ 300 m pour 100 m de dénivelé) en tournoi à élimination directe

- SkyRaid : raid nature en équipe mixte (uniquement en 2012)

## Palmarès

### SkyMarathon

#### Hommes
| Édition | Or                    | Argent           | Bronze             |
| ------- | --------------------- | ---------------- | ------------------ |
| 2000    | Ricardo Mejía         | Patricio Cabrera | Dennis Brunod      |
| 2012    | Luis Alberto Hernando | Miguel Caballero | David López Castán |

#### Femmes
| Édition | Or                  | Argent           | Bronze            |
| ------- | ------------------- | ---------------- | ----------------- |
| 2000    | Gloriana Pellissier | Gisella Bendotti | Danelle Ballengee |
| 2012    | Núria Picas         | Blanca Serrano   | Oihana Kortazar   |

### SkyRace

#### Hommes
| Édition | Or               | Argent          | Bronze             |
| ------- | ---------------- | --------------- | ------------------ |
| 2000    | Saúl Padua       | Ian Holmes      | Lucio Fregona      |
| 2006    | Ricardo Mejía    | Agustí Roc      | Fulvio Dapit       |
| 2008    | Kílian Jornet    | Tòfol Castanyer | Tadei Pivk         |
| 2012    | Jessed Hernàndez | Dai Matsumoto   | Christophe Bassons |

#### Femmes
| Édition | Or                   | Argent                 | Bronze           |
| ------- | -------------------- | ---------------------- | ---------------- |
| 2000    | Milena Bethaz        | Kari DiStefano         | Stefania Cagnoli |
| 2006    | Ester Hernàndez      | Corinne Favre          | Daniela Vassalli |
| 2008    | Antonella Confortola | Pierangela Baronchelli | Gemma Arró Ribot |
| 2012    | Mònica Ardid         | Laia Andreu            | Laura Balet      |

### Kilomètre vertical

#### Hommes
| Édition | Or                 | Argent             | Bronze           |
| ------- | ------------------ | ------------------ | ---------------- |
| 2000    | Ricardo Mejía      | Saúl Padua         | Marco De Gasperi |
| 2006    | Marco De Gasperi   | Agustí Roc         | Ricardo Mejía    |
| 2008    | Manfred Reichegger | Agustí Roc         | Urban Zemmer     |
| 2012    | Agustí Roc         | Raúl García Castán | Nicola Golinelli |

#### Femmes
| Édition | Or                   | Argent            | Bronze                 |
| ------- | -------------------- | ----------------- | ---------------------- |
| 2000    | Cristina Moretti     | Corinne Favre     | Milena Bethaz          |
| 2006    | Danelle Ballengee    | Corinne Favre     | Giovana Cerutti        |
| 2008    | Antonella Confortola | Stéphanie Jiménez | Pierangela Baronchelli |
| 2012    | Oihana Kortazar      | Laura Orgué       | Mireia Miró            |

### SkyBike

#### Hommes
| Édition | Or               | Argent             | Bronze       |
| ------- | ---------------- | ------------------ | ------------ |
| 2000    | Jean Pellissier  | Paolo Riva         | Lauro Polito |
| 2006    | Jordi Bes        | ?                  | ?            |
| 2008    | Agustí Roc       | Matteo Eydallin    | Ivo Zulian   |
| 2012    | Francesc Freixer | Jesús de la Morena | Didier Zago  |

#### Femmes
| Édition | Or                      | Argent            | Bronze              |
| ------- | ----------------------- | ----------------- | ------------------- |
| 2000    | Isabella Moretti        | Corinne Favre     | Danelle Ballengee   |
| 2006    | ?                       | Danelle Ballengee | ?                   |
| 2008    | Neus Parcerisas Rosanas | Corinne Favre     | Gemma Arró Ribot    |
| 2012    | Núria Picas             | Yolanda Magallón  | Montserrat Martínez |

### SkySki

#### Hommes
| Édition | Or             | Argent        | Bronze |
| ------- | -------------- | ------------- | ------ |
| 2000    | Pierre Gignoux | Fabio Meraldi | ?      |

#### Femmes
| Édition | Or             | Argent           | Bronze        |
| ------- | -------------- | ---------------- | ------------- |
| 2000    | Alexia Zuberer | Cristina Moretti | Jana Heczková |

### SkySpeed

#### Hommes
| Édition | Or                   | Argent             | Bronze                |
| ------- | -------------------- | ------------------ | --------------------- |
| 2006    | ?                    | Kílian Jornet      | ?                     |
| 2008    | Just Sociats Asensio | Kílian Jornet      | Matteo Eydallin       |
| 2012    | Didier Zago          | Jesús de la Morena | Luis Alberto Hernando |

#### Femmes
| Édition | Or                   | Argent                 | Bronze           |
| ------- | -------------------- | ---------------------- | ---------------- |
| 2006    | Danelle Ballengee    | Tanya Pacheco          | Corinne Favre    |
| 2008    | Antonella Confortola | Pierangela Baronchelli | Gemma Arró Ribot |
| 2012    | Debora Cardone       | Oihana Kortazar        | Silvia Leal      |

### SkyRaid
| Édition | Or                                                          | Argent                                           | Bronze                                           |
| ------- | ----------------------------------------------------------- | ------------------------------------------------ | ------------------------------------------------ |
| 2012    | Espagne Ángel Llorens, Montserrat Martínez, Ignacio Cardona | Andorre Joan Valls, Inka Bellés, Òscar Mir Casal | France Marc Villa, Stéphanie Roca, Fred Bousseau |